# Tetsuji Hashiratani
Tetsuji Hashiratani, född 15 juli 1964 i Kyoto prefektur, Japan, är en japansk tidigare fotbollsspelare.